# Oumar Tchomogo
Oumar Tchomogo (Bohicon, 7 gennaio 1978) è un allenatore di calcio ed ex calciatore beninese, di ruolo attaccante.

## Carriera

### Club
Tchomogo ha iniziato la carriera nel settore giovanile del Cotonou FC (1997-1998), prima di trasferirsi in Francia nel 1998 al Grenoble Foot 38, dove ha collezionato 53 presenze e 11 reti in due stagioni. Dal 2001 al 2003 ha giocato nel ASOA Valence, realizzando 18 reti in 71 partite.
Nel 2003 si è trasferito al En Avant Guingamp, militando in Ligue 1 con 18 presenze e un gol, seguito da un anno all’Amiens SC (2004-2005), dove ha segnato un gol in 14 partite.
Nel 2005 si è trasferito in Portogallo al Vitória Setúbal, disputando 14 partite senza reti. Successivamente ha giocato una stagione negli Emirati Arabi Uniti con il Baniyas Club (2005-2006), per poi rientrare in Portogallo con il Vitória Guimarães (2006-2007) e il Portimonense SC (2007-2008), senza segnare.
Ha successivamente militato in club minori come Chambéry SF (2008-2009), Al-Kharitiyath SC in Qatar (2 presenze nel 2009), e di nuovo al Valence (2009-2012) con 9 reti in 31 partite. Ha chiuso la carriera da calciatore nel 2013 con l’UMS Montélimar.

### Nazionale
Ha giocato diverse edizioni della Coppa d'Africa con la sua nazionale.

### Allenatore
Dopo il ritiro, è diventato vice-allenatore della nazionale beninese nel 2013. Ha poi assunto il ruolo di commissario tecnico dal 2015 al 2017. Dal 2020 lavora nel settore giovanile del Niort, inizialmente con l'Under-19, per poi passare alle giovanili e successivamente alla guida della squadra riserve (Niort 2) a partire dal 2022.